# 河崎重家
河崎 重家（かわさき しげいえ、生没年不詳）は、平安時代後期の武将。平三太夫、または平三と称した。

## 概要
父は、秩父武綱の子で秩父重綱の弟の基家。父・基家は、武蔵国荏原郡河崎を領して河崎冠者を称したとも、秩父二郎を名乗って豊島郡渋谷（東京都渋谷区）に住んだとも、あるいは渋谷六郎を名乗ったともされている。
『金王八幡神社社記』に重家に関する記述がある。それによると、重家は京都の禁裏で守衛を務めた際に、賊徒の渋谷権介盛国を捕らえ、その功により渋谷姓を与えられて、渋谷土佐守従五位下に任じられたという。『社記』では重家の父・基家の時に谷盛庄（渋谷区）を領したとされており、重家が与えられた渋谷という姓がその所領の地名となったという説がある。
この他『社記』には、重家が八幡宮に祈ったことで、永治元年（1141年）に子の金王丸（のちの土佐昌俊）を授かったとある。
重家の子としては、渋谷重国がいる。重国は相模国高座郡渋谷荘（渋谷郷）に住み、渋谷庄司を名乗った。現在の東京都の渋谷の地名は、重国の支族が移り住んだことに由来するという説もある。